# Håkan Lindman
Håkan Fred Ingvar Lindman, född 27 november 1961 i Göteborg, är en svensk före detta fotbollsspelare som representerade Gais, Karlstad BK och Malmö FF. Han vann SM-guld med Malmö 1988, och deltog även i OS i Seoul samma år.

## Biografi

### Gais
Lindman började spela fotboll i Gais vid sju, åtta års ålder och fick hela sin fotbollsfostran i klubbens ungdomssektion, som var bland de bästa i Sverige i slutet av 1970-talet. Han var med och vann Gothia cup 1975, och redan som 17-åring tog han 1978 steget upp i Gais A-lag. Sin seriedebut gjorde han 1979. I början av sin karriär spelade Lindman framför allt försvarare, men han flyttades senare upp på mittfältet. 1981 åkte Gais ur division II, men Lindman fortsatte i klubben. Han fick hela säsongen 1982 förstörd på grund av en knäskada och spelade inte en enda match, men sedan han kommit tillbaka flyttades han av Gaistränaren Bosse Falk upp i anfallet och blev 1983 skyttekung i division III med 19 mål då Gais åter gick upp i division II. Samma år tilldelades han Hedersmakrillen som klubbens bäste spelare. Falk ska ha kallat Lindman Sveriges bästa centrala mittfältare, vilket kanske var något överdrivet eftersom han spelade i landets tredjedivision.

### Karlstad BK
Efter säsongen 1984 lämnade Lindman Gais. Han var missnöjd med att klubben värvade nya spelare som gavs bättre villkor än honom, och när klubben inte kunde ordna en bostad åt honom gick han i stället till Karlstad BK i division III. Valet föll på Karlstad delvis eftersom hans blivande hustru, Anna, var därifrån. Lindman var säsongen 1985 med och tog upp Karlstad BK till division II efter ett jämnt kvalspel mot Kirsebergs IF. Han hade planer på att sluta med fotbollen och satsa på sin civila karriär, men under kvalmatcherna mot Kirseberg imponerade han på Malmö FF:s tränarduo Roy Hodgson och Tord Grip, och han värvades till klubben.

### Malmö FF
I det allsvenska topplaget Malmö mötte Lindman, som kom direkt från division III, hård konkurrens om en startplats, men tränare Hodgson satsade på honom, och han var delaktig i Malmös fyra allsvenska seriesegrar 1986–1989. Det blev emellertid bara ett SM-guld för Lindman; guldet delades vid den här tiden ut först efter slutspel, och då Malmö vann SM-finalen 1986 var han inte ordinarie och tilldelades därför ingen medalj. Han var dock tongivande 1988, då han gjorde två mål när Malmö slog Djurgårdens IF med hela 7–3 i SM-finalen. Han gjorde även det enda målet i hemmamatchen mot Inter i Europacupen 1989, då Malmö slog ut de italienska mästarna efter 1–0 hemma och 1–1 borta.
Lindman spelade även tio matcher för belgiska RSC Anderlecht vintern 1987–1988. Han spelade sin sista match för Malmö 1990, innan han tvingades sluta på grund av en knäskada.

### I landslaget
Lindman spelade tre matcher för det svenska U17-landslaget 1978 och två matcher för U19-landslaget 1979. 1987 spelade han en match för U21-landslaget. Han var uttagen i den svenska truppen till OS 1988 i Seoul, där han blev inbytt i en match mot Kina, men fick aldrig göra någon "riktig" A-landskamp.

### Efter karriären
Efter tiden i Malmö gick han tillbaka till Karlstad, där han hade en kombinerad tjänst som tränare och marknadsförare.
Efter den aktiva karriären har Lindman arbetat som rekryterare på ett bemanningsföretag i Göteborg. Han har även fortsatt som fotbollstränare på lägre nivå, bland annat för Askims IK.